# Casa da Cultura de Fundão
A antiga residência da família Agostini, atual Casa da Cultura Doutor Mauro Mattos Pereira, é um sobrado localizado no município brasileiro de Fundão, tombado pelo Conselho Estadual de Cultura do Espírito Santo como patrimônio cultural do estado. Atualmente funciona como museu.

## História

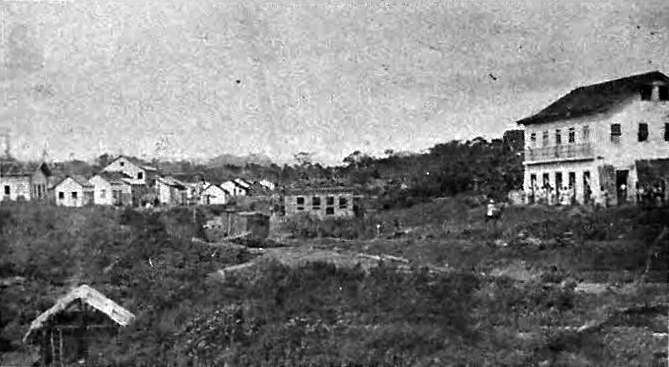
A Casa da Cultura de Fundão (à direita), ainda como residência da família Agostini, e a antiga estrada de ferro antes de 1922, quando a sede do município era Nova Almeida.

O sobrado, erguido em 1882 na fazenda Taquaraçu, do pioneiro Cândido Vieira, foi comprado em leilão pelos Agostini no início do século XX e usado pela exportadora de café Angelo Agostini e Cia., administrada pelo comerciante e representante bancário Hipólito Agostini. Havia do prédio ligação por telefone até a fazenda Agostini, na zona rural. Na época, o piso térreo funcionava como comércio e o piso superior, como residência. Em 1925, foi moradia do médico e político César Agostini e, até a década de 1970, a família usou o térreo como escritório. Mais tarde, o prédio foi comprado pela prefeitura. Foi restaurado em 1985 e 1986 para o funcionamento de loja de artesanato, museu e espaço para eventos culturais, além de ser sua área externa ter sido calçada de pedras e a construção de nova escada externa.

## Características
Construída num aclive, destaca-se na área pelo anacronismo em relação aos prédios vizinhos mais novos, por seu tamanho e sua simplicidade estética. Era um prédio isolado quando de sua construção. A escada de pedra à sua frente é dessa época. Possui dois pavimentos e um sótão. Não há separação de lote ao lado direito, sendo o chão ali de pedra, colocado em 1986 durante a reforma.
Do lado de fora da casa, na fachada lateral esquerda, há uma escada de dois lances, construída na reforma de 1986 em substituição a outra. Uma porta nos fundos dá acesso à rua no segundo pavimento, onde fica uma varanda e a cozinha. Dentro da casa, uma escada de ferro em caracol, da época da construção, liga os dois pisos. O sótão é acessível por uma escada de madeira. No primeiro pavimento, há cinco portas juntas à calçada e, no segundo, há cinco vãos, acima das ditas portas, que dão para uma sacada estreita com gradil de ferro.
Os cunhais frontais são decorados com uma imitação de pedra. As portas são retas e de madeira e as portas-janelas do segundo piso têm venezianas, caixilhos com vidro compondo as bandeiras. As fachadas dos lados da casa têm janelas duplas de madeira, que abrem para dentro, e guilhotinas do lado de fora. Vê-se contrafortes de alvenaria nessas fachadas. No sótão, as janelas são voltadas para os lados da casa.
Os dois volumes de telhado são feitas de telhas-francesas e estruturadas com madeira, e sua cumeeira é paralela à fachada frontal. Pisos, forros e esquadrias são feitos de madeira, revestita ou não de tinta, aparentando-se torca no térreo e tratada ou entalhada no piso superior. No andar de baixo, o piso é de cimento e o teto é sem forro. No de cima, o forro tabuado tem juntas em macho-e-fêmea e o piso é de tábuas sobre barrotes com divisórias de tábuas. O sótão é de telha-vã.